# Stephen Milling
Stephen Milling (nacido en Copenhague), es un cantante de ópera danés con tesitura de bajo especializado en las óperas de Richard Wagner.
Estudió en la Real Academia Danesa de Música, integrándose en 1994 en la compañía de la Ópera Real Danesa donde hoy es uno de los bajos principales, destacando sus interpretaciones de Jeronimus en Maskerade de Carl Nielsen y Hunding y Fasolt en la versión integral de El anillo del nibelungo den el nuevo Teatro Real Ópera de Copenhague dirigida por Kasper Holten.
Destacan sus interpretaciones de roles wagnerianos para bajo profundo: Gurnemanz en Parsifal, el Landgrave de Turingia en Tannhäuser, el Rey Marke en Tristán e Isolda, Daland en El holandés errante o los papeles de Fasolt, Fafner, Hunding y Hagen en la Tetralogía El anillo del nibelungo. Fuera del repertorio wagneriano ha interpretado a Sarastro en La flauta mágica de Mozart, Rocco en Fidelio de Beethooven, Brander en La condenación de Fauesto de Berlioz, Felipe II en Don Carlos de Verdi o Timur en Turandot de Puccini.
En el área internacional ha cantado El anillo del nibelungo de Richard Wagner en Seattle Opera House, en la Vlaamse Opera, Teatro Real de Madrid, Valencia, Wiener Staatsoper, La Scala, Metropolitan Opera, Ópera Lírica de Chicago, la Ópera de San Francisco, Teatro Comunale de Florencia, Covent Garden de Londres, Festival de Salzburgo trabajando con Sir Colin Davis, Riccardo Muti, Zubin Mehta, Simon Rattle, Christian Thielemann, Lorin Maazel, Valery Gergiev, Michael Tilson Thomas, Philippe Jordan y otros.
Ha cantado en el Festival de Bayreuth el papel de Hagen en El anillo del nibelungo bajo la dirección de Kirill Petrenko en 2015 y de Marek Janowski en 2016 y 2017, mientras que en 2019 será el Landgrave en Tannhäuser con Valery Gergiev.

## Discografía de referencia
- Berlioz: Les Troyens / Davis
- Dvorak: Requiem / Topp
- Nielsen: Maskarade / Schonwandt - DVD
- Wagner - Der Ring des Nibelungen (The Copenhagen Ring) / Schonwandt - DVD
- Wagner: Tannhäuser / Jordan - DVD